# Ruth Zylberman
Ruth Zylberman (geboren 1971 in Paris) ist eine französische Filmemacherin und Publizistin.

## Leben
Ruth Zylberman studierte Geschichte an der Sciences Po und an der New York University. Sie schrieb eine Arbeit über Jean-Richard Bloch und dessen Zeitschrift  L'Effort libre. Das Filmemachen lernte sie autodidaktisch.
Im Jahr 2004 drehte sie mit Serge Moati den Film France/Allemagne – des ondes parallèles über 40 Jahre deutsch-französische Geschichte, der mit dem  Deutsch-Französischen Journalistenpreis ausgezeichnet wurde. Auch ihr Film über den Pariser Verleger Maurice Nadeau Le Chemin de la vie wurde bei ARTE gezeigt. Für ihren Film Dissidents, les artisans de la liberté wurde sie mit dem Grand Prix du documentaire d’histoire ausgezeichnet. Ihre Dokumentation Die Kinder aus der Rue Saint-Maur, Nr. 209 aus dem Jahr 2017 rekonstruiert das Schicksal jüdischer Bewohner einer großen Pariser Wohnanlage nach dem Rafle du Vélodrome d’Hiver 1942.

## Werke (Auswahl)

### Film
- 2002: Paris fantômes
- 2004: mit Serge Moati: France-Allemagne – des ondes paralleles = Feinde, Nachbarn, Freunde – französische und deutsche Journalisten erzählen. ARTE
- 2004: mit Serge Moati: Israel am 7. Tag – Ein Kibbuz in Galiläa (Le septième jour d'Israël : un kibboutz en Galilée)
- 2008: 68, année zéro.
- 2010: Dissidenten, die Macher der Freiheit (Dissidents, les artisans de la liberté)
- 2011: mit Olivier Morel: Maurice Nadeau, le chemin de la vie. ARTE France
- 2013: La force des femmes.
- 2018: Die Kinder aus der Rue Saint-Maur (Les enfants du 209 rue Saint-Maur, Paris Xème). Dokumentation
- 2021: Prag, 1952: Der Slánský-Prozess (Le Procès - Prague 1952). Dokumentation